# Dippoldiswalde
Dippoldiswalde (i folkmun ofta förkortat "Dipps") är en stad  i Tyskland, belägen i Landkreis Sächsische Schweiz-Osterzgebirge i Sachsen, omkring 20 km söder om Dresden. Staden har cirka 14 000 invånare.

## Geografi
Staden ligger i norra Erzgebirge vid floden Rote Weißeritz (röda Weißeritz), 20 km söder om Dresden, det vill säga halvvägs på vägen mellan Dresden och gränsen till Tjeckien.

## Stadsdelar
Till Dippoldiswalde hör Ortsteil Berreuth, Elend, Malter, Naundorf, Oberhäslich, Paulsdorf, Reichstädt, Reinberg, Reinholdshain, Seifersdorf och Ulberndorf.

## Historia
- 1218 nämndes staden i skrift för första gången. Goda fynd av silver fick greven av Meissen att bygga en borg här som blev ett skydd för stadens utveckling.
- 1401 intog Wilhelm I Dippoldiswalde efter den dohnaiska fejden. Staden hade tidigare tillhört borggrevskapet Dohna.
- 1539 genomfördes reformationen av kyrkan.
- 1632 skadades staden svårt i trettioåriga kriget.

## Sevärdheter
- Gamla staden med marknadsplats och gotiska hus
- Stadskyrkan S:ta Maria och S:t Laurentius
- Romanska basilikan S:t Nikolaus vid kyrkogården
- Slottet, byggd på 1600-talet
- Lohgerberei, bostadshus från 1796, numera museum